# هوهر داشتین (کوهستان)
هوهر داشتین (انگلیسی: Hoher Dachstein) کوهستانی در مرز اوبراسترایش و اشتایرمارک در مرکز اتریش است. این کوهستان جزء میراث جهانی یونسکو و جاذبه‌های گردشگری اتریش به شمار می‌آید.